# Tony Sanneh
Anthony (Tony) Sanneh (ur. 1 czerwca 1971 w Saint Paul) – amerykański piłkarz występujący na pozycji obrońcy lub pomocnika.

## Kariera klubowa
Tony Sanneh zawodową karierę rozpoczynał w 1994 roku w Milwaukee Rampage. Następnie zdecydował się sprawdzić swoje siły w futsalu i dołączył do zespołu Chicago Power. Przygoda Sanneha z halową odmianą piłki nożnej nie trwała jednak zbyt długo i Amerykanin podpisał kontrakt z drużyną Minnesota Thunder. W trakcie sezonu 1996 ponownie zdecydował się zmienić klub. Ostatecznie odszedł do D.C. United, w barwach którego zadebiutował w rozgrywkach Major League Soccer. W nowym klubie Sanneh od razu wywalczył sobie miejsce w podstawowej jedenastce.
W 1998 roku przeniósł się do Niemiec, a konkretnie do Herthy Berlin. W debiutanckim sezonie zajął z nią trzecie miejsce w Bundeslidze. W Hercie amerykański piłkarz pełnił rolę rezerwowego i przez trzy lata wystąpił tylko w 31 ligowych pojedynkach. W letnim okienku transferowym w 2001 roku Sanneh przeszedł do beniaminka niemieckiej ekstraklasy – 1. FC Nürnberg. W sezonie 2001/2002 zaliczył 30 występów, jednak w kolejnych rozgrywkach musiał się już pogodzić z rolą zmiennika. Po spadku zespołu z Norymbergi do drugiej ligi w sezonie 2002/2003 Amerykanin zdecydował się powrócić do kraju. Najpierw został zawodnikiem Columbus Crew, a następnie przez dwa lata reprezentował barwy Chicago Fire.
24 lipca 2007 roku Sanneh po raz drugi w karierze trafił do Minnesota Thunder, a następnie przeniósł się do Colorado Rapids. W jego barwach po raz pierwszy wystąpił 16 sierpnia tego samego roku w pojedynku przeciwko New England Revolution. 24 stycznia 2008 roku działacze Colorado Rapids poinformowali, że nie mają zamiaru przedłużyć kontraktu z Sannehem. W styczniu 2009 roku Amerykanin wznowił karierę i został piłkarzem Los Angeles Galaxy.

## Kariera reprezentacyjna
W reprezentacji Stanów Zjednoczonych Sanneh zadebiutował 29 stycznia 1997 roku w przegranym 1:2 spotkaniu z Chinami. W 2002 roku Bruce Arena powołał go do 23-osobowej kadry reprezentacji na mistrzostwa świata. Na mundialu w Korei Południowej i Japonii Amerykanie dotarli do ćwierćfinału, w którym przegrali z Niemcami 0:1. Sanneh na turnieju tym był podstawowym zawodnikiem swojego zespołu i wystąpił we wszystkich meczach. Łącznie dla drużyny narodowej zaliczył 43 występy, w których trzy razy wpisał się na listę strzelców.